# Guásimas (Cárdenas)
Guásimas es una localidad cubana del municipio de Cárdenas, en la provincia de Matanzas.

## Geografía
El lugar está ubicado al noroeste de Cárdenas y al noreste de Cantel.

## Historia
Hacia comienzos de la década de 1860, el caserío, perteneciente a la villa de Cárdenas, tenía contabilizada una población de 52 habitantes. Aparece descrito en el segundo volumen del Diccionario geográfico, estadístico, histórico, de la isla de Cuba de Jacobo de la Pezuela de la siguiente manera:

Guásimas. (caserio de las) Asiéntase este caserío con 14 casas y 52 habitantes, en un llano inmediato á la costa de la ensenada de Cárdenas y como á 1/4 legua casi al S. del embarcadero de las Guásimas ó de la Siguapa. En 1846 fué cabeza de part.º, perteneciendo mas adelante con el del Cantel al de Camarioca en la J. de Matanzas. Pertenece al distrito de la villa cabecera de Cárdenas, de la cual dista unas 2 leguas provinciales al O. N. O, otras tantas al E. N. E. del caserío del Cantel y 30 de la Habana.
(Pezuela, 1863, p. 521)